# Ibie
Die Ibie ist ein Fluss in Frankreich, der im Département Ardèche in der Region Auvergne-Rhône-Alpes verläuft. Ihr Quellbach Ruisseau de Plauzine entspringt an der Gemeindegrenze von Villeneuve-de-Berg und Saint-Jean-le-Centenier. Die Ibie entwässert generell in südwestlicher Richtung und mündet nach rund 33 Kilometern im Gemeindegebiet von Vallon-Pont-d’Arc als linker Nebenfluss in die Ardèche.
Die meiste Zeit des Jahres ist die Ibie völlig trocken, nach starken Regenfällen bietet sie interessantes Wildwasser für Kanuten.

## Orte am Fluss
- Villeneuve-de-Berg
- Saint-Maurice-d’Ibie
- Vallon-Pont-d’Arc